# Suki
Suki je ženské křestní jméno. V japonském jazyce znamená milovaná. Anglickou variantou je Sookie. V hebrejštině znamená půvabná bílá lilie. V sanskrtu znamená papoušek, bystrý.

## Známé nositelky
- Suki Chan
- Suki Chui, je hongkongská herečka
- Suki Dunham
- Suki Hill, fotografka
- Suki Johnson
- Suki Janssen
- Suki Kaiser, thajská herečka
- Suki Kim, japonská tlumočnice
- Suki Lee
- Suki Medencevic, bosenská herečka
- Suki Peters, herečka
- Suki Reed
- Suki Rae, herečka
- Suki Wong
- Suki Webster, herečka, improvizátorka
- Suki Zoe, fotografka

## Fiktivní nositelky
- Sookie St. James, je postava z amerického seriálu Gilmorova děvčata. Hrála jí Melissa McCarthy.
- Suki, je postava z Avataru: The Last Airbender. Jennie Kwan jí mluvila v animovaném seriálu a Jessica Andres si jí zahrála v hraném filmu.

## Další významy
- Sukiyaki, japonská hovězí mísa
- Suki (jazyk), je jazyk ve stát Papua Nová Guinea
- S·U·K·I, japonská popová píseň
- Sukie in the Graveyard (Sukie na hřbitově), píseň od Belle and Sebastian